# Дубовицький Абрам Якович
Абра́м Я́кович Дубови́цький (1923—2007) — радянський і російський математик українського походження, доктор фізико-математичних наук, фахівець в царині оптимального управління і прикладної математики (переважно пов'язаної із завданнями хімічної фізики).

## Життєпис
Народився 1923 року в місті Лубни (Полтавська губернія) у родині ломового візника Якова Григоровича Дубовицького, старости місцевої артілі биндюжників. Навчався в міській українській школі № 3.
У роки Другої світової війни — в танкових військах, лейтенант. Два його брати — Семен і Борис — також служили в РА, обидва загинули восени 1941 року. Батьки (разом з дружиною і дочкою брата) були розстріляні німецькими військами 16 жовтня 1941 року в протитанковому рові у заплаві річки Сули.
У квітні 1945 року демобілізований як інвалід бойових дій; в тому ж році поступив на механіко-математичний факультет Московського державного університету.
До результатів його праці належить теорема про особливості гладких відображень, встановлена в його дипломній роботі (знайшла застосування в теорії гладких многовидів). Спільно з Олексієм Олексійовичем Мілютіним була побудована загальна теорія дослідження екстремальних задач при наявності обмежень і встановлений принцип максимуму Понтрягіна в ряді завдань — зокрема, для задач з фазовими обмеженнями.
Створив ефективний метод чисельного рішення рівнянь хімічної кінетики з використанням повільних коливань.
В 1960 роках — керівник Інституту проблем хімічної фізики; того часу до закладу прийшов працювати Розенберг Борис Олександрович.
Дружина — математик Олександра Іванівна Прихоженко; сини — Дмитро (* 27.12.1951 — ?) і Володимир (математик, * 12.10.1953).
Серед робіт:
- «Необхідні умови слабкого екстремуму в загальній задачі оптимального управління» (1971)
- «Необхідні умови екстремуму в деяких лінійних задачах зі змішаними обмеженнями» співавтор Мілютін О. О. (1978).

Помер 2007 року в місті Москва.